# Musée campanien de Capoue
Le musée campanien de Capoue (en italien : Museo provinciale campano di Capua) est un musée situé à Capoue, dans la province italienne de Caserte (région de Campanie).
Installé depuis 1870 dans le palais Antignano, un bâtiment médiéval reconstruit au milieu du XVe siècle, il est consacré à l'histoire et au patrimoine archéologique de la Campanie et de la Terre de Labour. Il abrite notamment une importante collection de statuettes de Mater Matuta (VIIe au Ier siècle av. J.-C.).

## Le palais Antignano

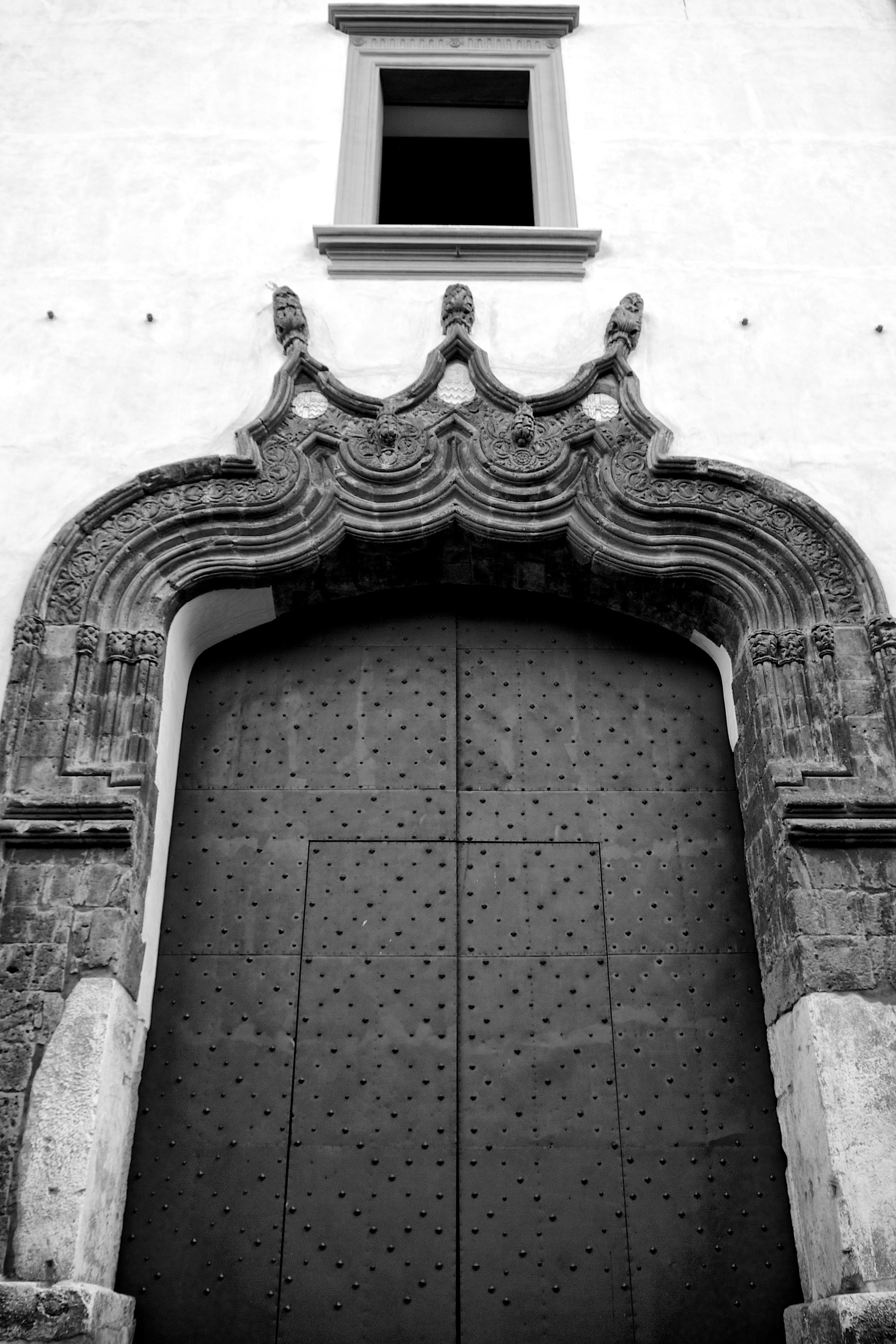
Porte d'entrée.

Le palais Antignano est sans doute construit au IXe siècle, à l'époque de la fondation de la ville lombarde. Propriété de la famille Antignano, il revient probablement à Francesco Antignano de le reconstruire au milieu du XVe siècle avec l'accord d'Alphonse V d'Aragon, comme l'indique le registre de la chancellerie aragonaise.
Le palais est reconstruit dans un style gothique tardif d'inspiration mauresque également utilisé à cette époque en Catalogne. À ce style se rattachent plus particulièrement la porte d'entrée et un grand escalier, mais les baies sont de style Renaissance.
Au début du XIXe siècle, le palais est occupé par les bureaux administratifs de la toute récente province de la Terre de Labour, créée dans le cadre de la réorganisation mise en place par Joseph Bonaparte, roi de Naples de 1806 à 1808.

## Le musée campanien

### Histoire
Le musée, fondé en 1870 par l'archiviste Gabriele Iannelli après que l'idée en a été évoquée l'année précédente, ouvre en 1874. Dès l'origine, il intègre l'ancienne petite église San Lorenzo ad Crucem et une partie de l'ancien logis de la famille Antignano. Dans les années 1910-1920, Amedeo Maiuri participe à la consolidation du statut encore précaire du musée et à la réorganisation de ses collections, démarche qui aboutit en 1933.
Le 9 septembre 1943, pendant la Seconde Guerre mondiale, la ville de Capoue est la cible de bombardements anglo-américains. Le musée est partiellement détruit et une partie des collections sont perdues. Les réparations commencent dès 1945 et le musée peut rouvrir en 1956.
Propriété de la province de Caserte, le musée campanien de Capoue fait partie de la liste des biens culturels italiens.

### Structure et collections
Le musée compte 32 salles retraçant l'histoire culturelle de la région depuis les Osques jusqu'aux Espagnols au travers de céramiques, sculptures, tableaux , etc.. Parmi les collections les plus notables figurent des statuettes de Mater Matuta (VIIe au Ier siècle av. J.-C.) et un coffret rassemblant des monnaies depuis le VIe siècle av. J.-C. jusqu'au XIXe siècle apr. J.-C..
Une partie du musée abrite en outre une bibliothèque de 70 000 documents, imprimés et manuscrits dont un important fonds d'archives ayant appartenu à Bartolomeo Intieri.
Le musée conserve aussi une épigraphe, partiellement reconstituée, permettant de dater l'amphithéâtre de Capoue.

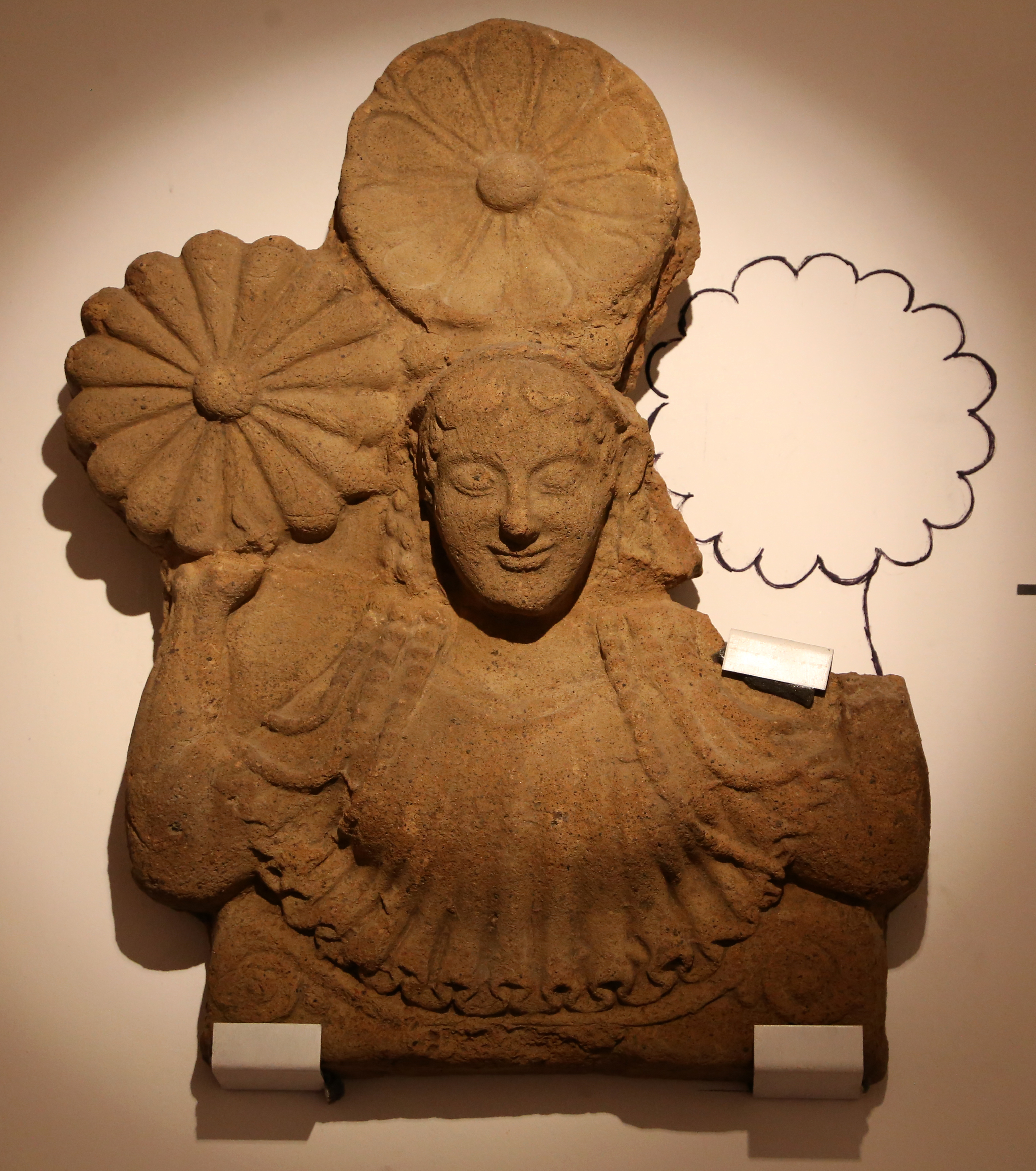
Antéfixe, VIe siècle av. J.-C.
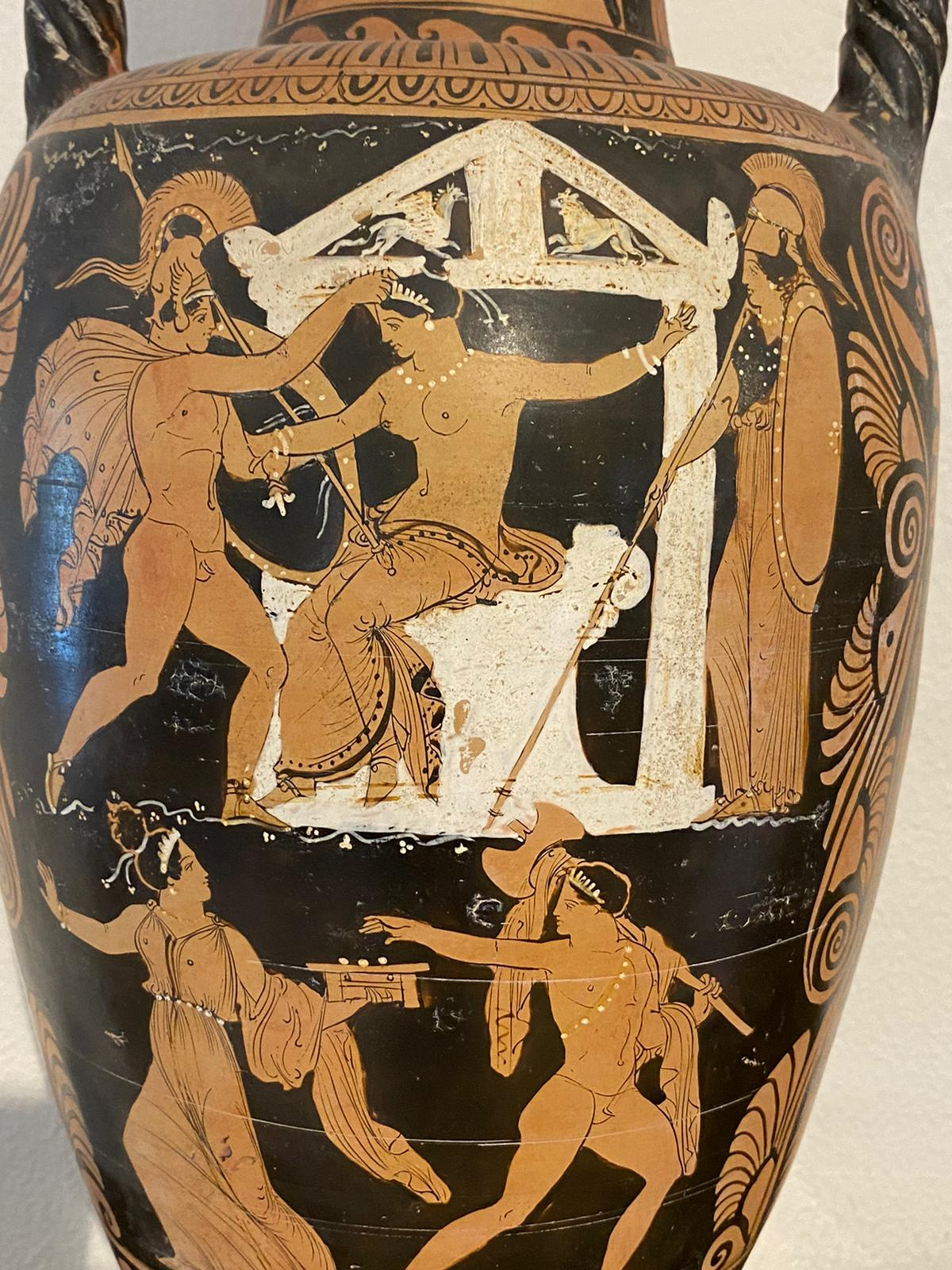
Vase grec.
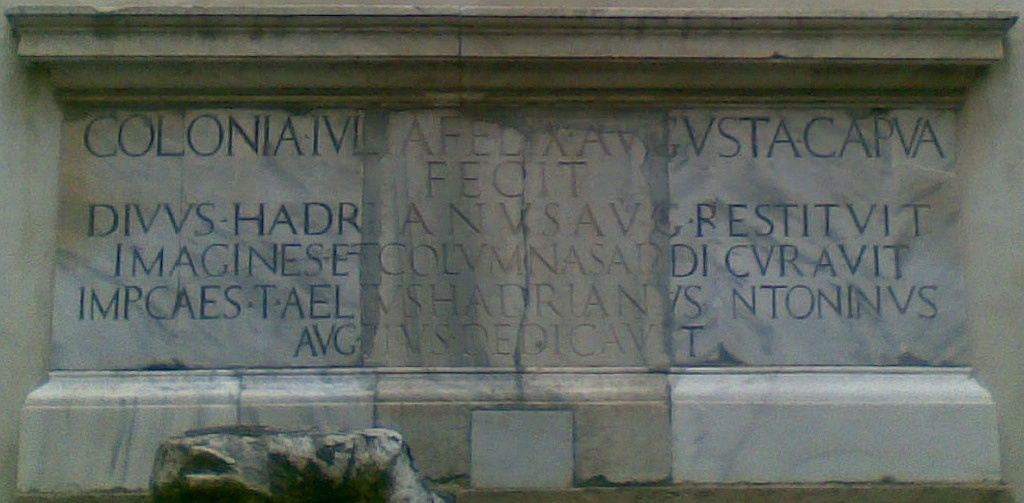
Épigraphe de l'amphithéâtre.
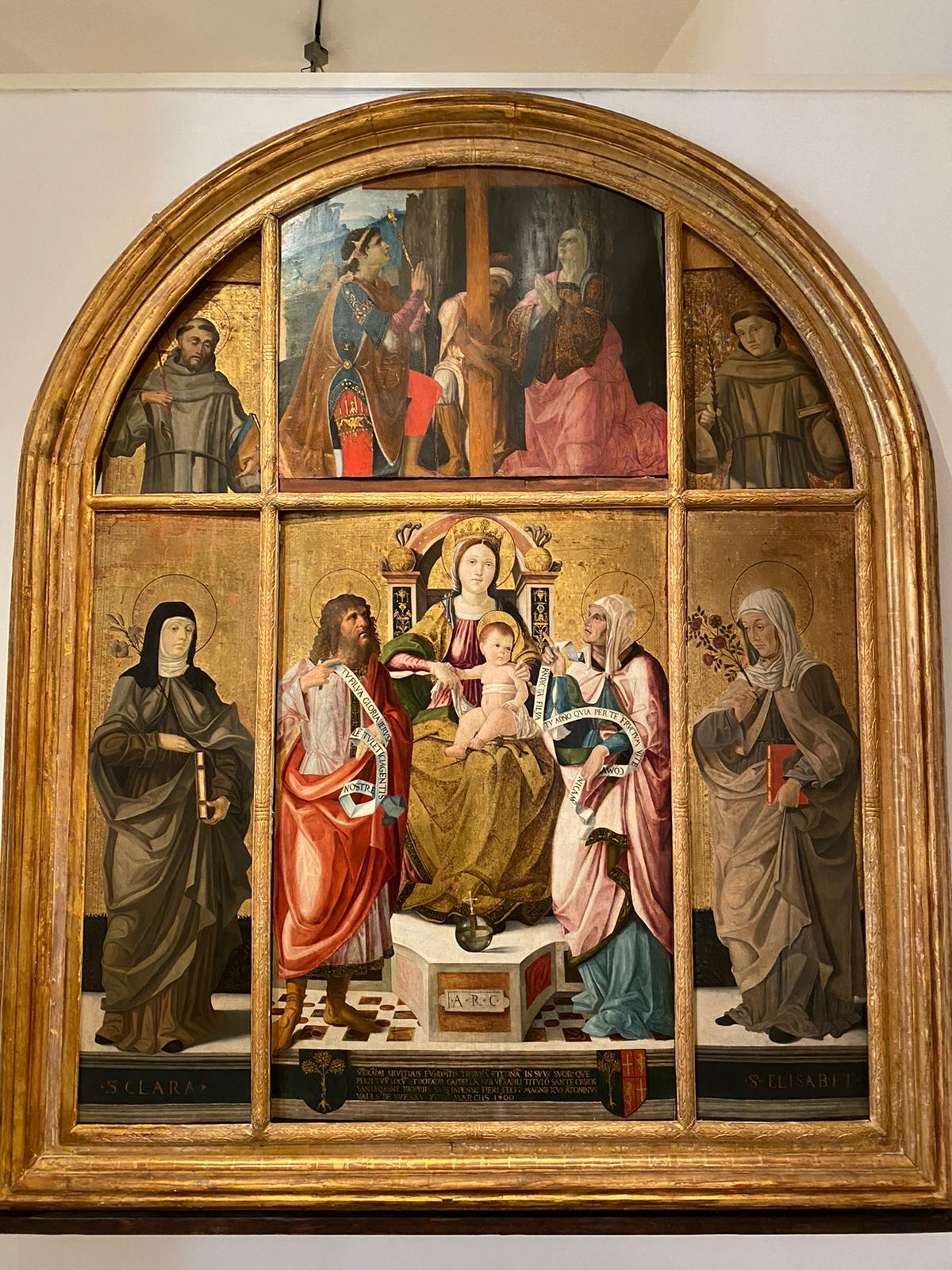
Polyptyque de la Croix, (Cristoforo Scacco, v. 1500.